# Gomiljani
Gomiljani är en ort i Bosnien och Hercegovina.   Den ligger i entiteten Republika Srpska, i den södra delen av landet, 130 km söder om huvudstaden Sarajevo. Gomiljani ligger 274 meter över havet och antalet invånare är 116.
Terrängen runt Gomiljani är huvudsakligen kuperad. Gomiljani ligger nere i en dal.Närmaste större samhälle är Trebinje, 3,7 km öster om Gomiljani. 
Trakten runt Gomiljani består i huvudsak av gräsmarker. Runt Gomiljani är det ganska tätbefolkat, med 67 invånare per kvadratkilometer.